# Þingeyrakirkja

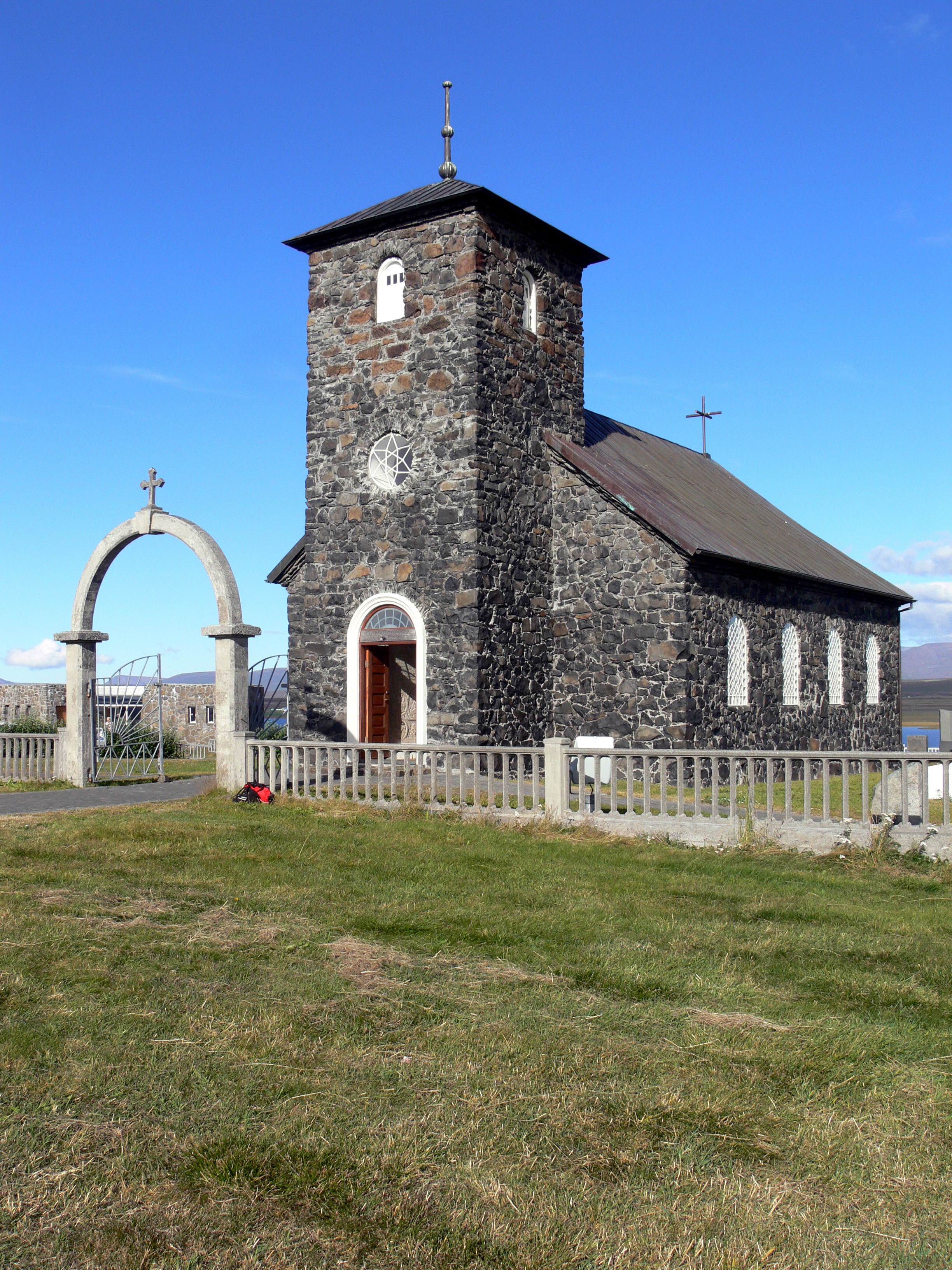
Þingeyrakirkja

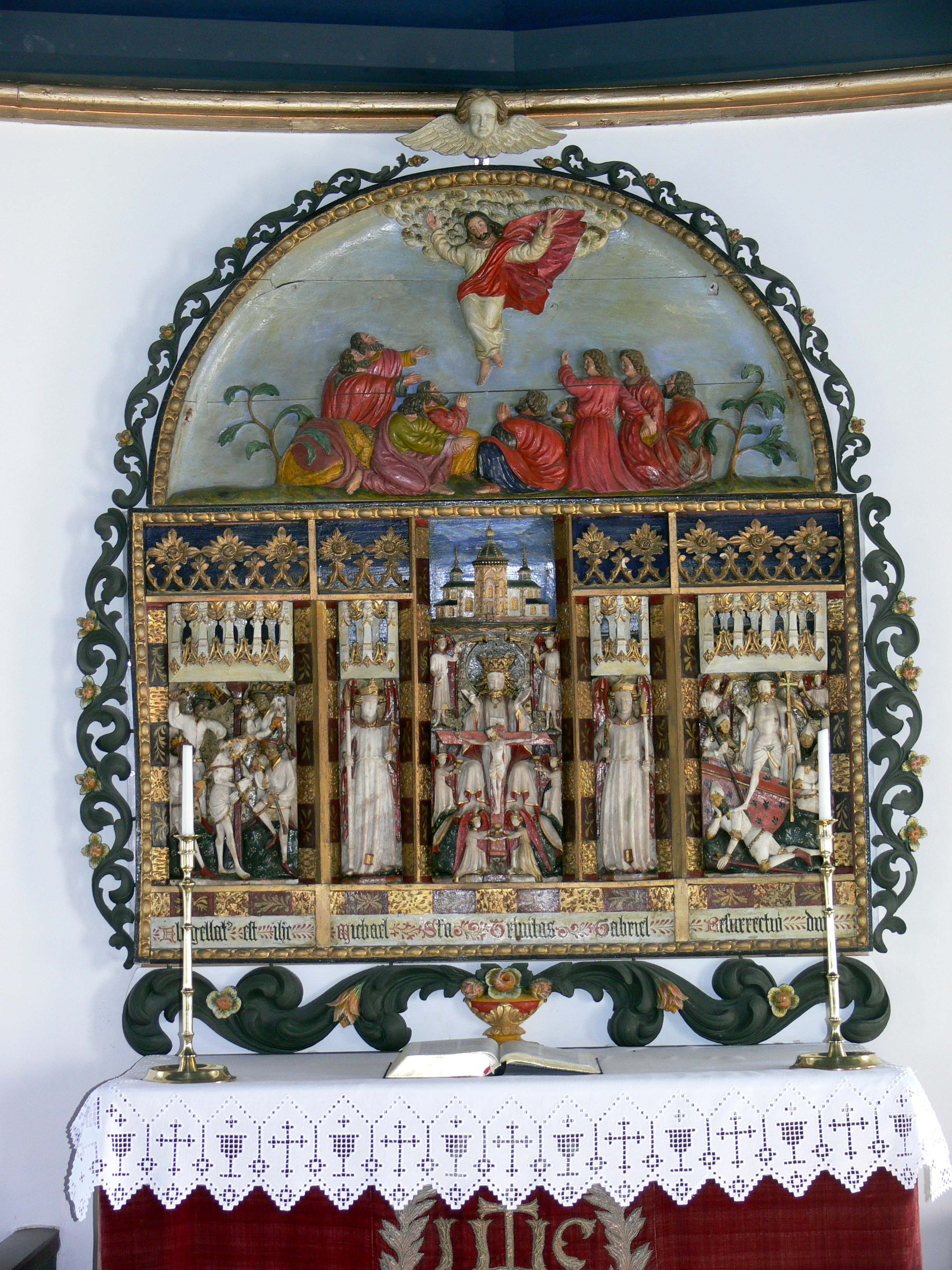
Hauptaltar der Kirche von Þingeyrar

Die Þingeyrakirkja (isl. auch Þingeyrarklausturskirkja; dt. „Kirche von Þingeyrar“) ist eine evangelisch-lutherische Kirche nahe der Lagune Hóp in der Region Norðurland vestra im Norden von Island.

## Geografie
Von der Bucht Húnaflói wird die Lagune Hóp durch eine Landzunge mit dem Namen Þingeyrarsandur abgetrennt. Auf dieser Landzunge, die zur Gemeinde Húnabyggð gehört, liegt die Kirche.

## Geschichte
Im Jahre 1133 wurde an dieser Stelle das erste Kloster des Landes gegründet. Die heutige Kirche wurde in den Jahren 1864 bis 1877 errichtet.

## Beschreibung
Die 14,40 m lange und 8,23 m breite Kirche birgt trotz ihres unscheinbaren Äußeren zahlreiche Kunstschätze, darunter einen Altar aus dem 15. Jahrhundert.